# Goldene Luftmedaille der FAI
Die Goldene Luftmedaille der FAI ist eine der beiden höchsten Auszeichnungen der Fédération Aéronautique Internationale. Sie wurde 1924 geschaffen und wird seit 1925 höchstens jährlich für herausragende Beiträge zur Entwicklung der Luftfahrt verliehen.
Die erste Goldene Luftmedaille wurde an den italienischen General Francesco de Pinedo verliehen.
Neben der Goldenen Luftmedaille gibt es auch die Goldene Weltraummedaille, die später gestiftet wurde.
Während die Medaille in den Anfangsjahren vor allem für Weitstreckenflüge und später für Geschwindigkeitsrekorde verliehen wurde, werden heute eine große Bandbreite an Verdiensten ausgezeichnet.

## Träger
(Quelle: World Air Sports Federation)
- 1925: Francesco de Pinedo, Italien
- 1926: Alan Cobham, United Kingdom
- 1927: Charles Lindbergh, USA
- 1928: Bert Hinkler, Australien
- 1929: Dieudonné Costes, Frankreich
- 1930: Italo Balbo, Italien
- 1931: Hugo Eckener, Deutschland
- 1932: Juan de la Cierva, Spanien
- 1933: Wiley Post, USA
- 1934: C. W. A. Scott, United Kingdom
- 1935: nicht verliehen
- 1936: Jean Mermoz, Frankreich
- 1937: Jean Batten, United Kingdom
- 1938–1945: nicht verliehen
- 1946: Igor Sikorsky, USA
- 1947: Chuck Yeager, USA
- 1948, 1949: nicht verliehen
- 1950: Frank Whittle, United Kingdom
- 1951: Edward P. Warner, USA
- 1952: nicht verliehen
- 1953: Jacqueline Cochran, USA
- 1954: James Doolittle, USA
- 1955: Maurice Hurel, Frankreich
- 1956: Peter Twiss, United Kingdom
- 1957: David G. Simons, USA
- 1958: Andrei Nikolajewitsch Tupolew, UdSSR
- 1959: Pierre Satre, Frankreich
- 1960: Juri Gagarin, UdSSR
- 1961: Geoffrey de Havilland, United Kingdom
- 1962: nicht verliehen
- 1963: Jacqueline Auriol, Frankreich
- 1964: Wladimir Kokkinaki, UdSSR
- 1965: Robert L. Stephens, USA
- 1966: Alexander Sergejewitsch Jakowlew, UdSSR
- 1967: Joseph A. Walker, USA
- 1968: Sergei Iljuschin, UdSSR
- 1969: José Luis Aresti Aguirre, Spanien
- 1970: Dick Merrill, USA
- 1971: Elgen Long, USA
- 1972: Marina Popowitsch, UdSSR
- 1973: Don Anderson, Australien
- 1974: Alexander Wassiljewitsch Fedotow, UdSSR
- 1975: Curtis Pitts, USA
- 1976: Sholto Hamilton Georgeson, Neuseeland
- 1977: Michael Murphy, USA
- 1978: Hans-Werner Grosse, Bundesrepublik Deutschland
- 1979: Paul MacCready, USA
- 1980: Ann Welch, United Kingdom
- 1981: Jean-Pierre Freiburghaus, Schweiz
- 1982: Paul Howard Poberezny, USA
- 1983: Jan Mikula
- 1984: Jehangir Ratanji Dadabhoy Tata, Indien
- 1985: Ralph Paul Alex, USA
- 1986: Semjon Charlamow, UdSSR
- 1987: Henry Kremer, United Kingdom
- 1988: August Christov Kabaktchiev, Bulgarien
- 1989: George Alfred "Peter" Lloyd, Australien
- 1990: Sabiha Gökçen, Türkei
- 1991: Kyung O Kim, Südkorea
- 1992: Cenek Kepak, Slowakei
- 1993: Olavi Rautio, Finnland
- 1994: Scott Crossfield, USA
- 1995: Hanspeter Hirzel, Schweiz
- 1996: Alexander Pimenoff, Finnland
- 1997: Attila Taçoy, Türkei
- 1998: nicht verliehen
- 1999: Bertrand Piccard, Schweiz
- 1999: Brian Jones, United Kingdom
- 2000: Eilif Ness, Zypern
- 2001: nicht verliehen
- 2002: Steve Fossett, USA
- 2003: nicht verliehen
- 2004: Jon Johanson, Australien
- 2005: Richard Meredith-Hardy, United Kingdom
- 2006: Victor Smolin, Russland
- 2007: Eugene Cernan, USA
- 2008: Jiří Kobrle, Tschechische Republik
- 2009: Barron Hilton, USA
- 2010: David Hempleman-Adams, United Kingdom
- 2011: John Dickenson, Australien
- 2012: Mikhail Mamistov, Russland
- 2014: William Moyes, Australien
- 2015: Hans Åkerstedt, Schweden
- 2016–2017: nicht verliehen
- 2018: Hermann Trimmel, Österreich
- 2019: Domina Jalbert, USA
- 2020–2023: nicht verliehen